# 安赫尔瀑布
安赫爾瀑布（西班牙語：Salto Ángel，pemón語：Kerepakupay Vená或Parakupá Vená），又譯安琪爾瀑布，有時依字義譯為天使瀑布，但不合語源；又名丘倫梅鲁瀑布，位于南美洲委内瑞拉玻利瓦爾州圭亞那高原的卡罗尼河支流丘伦河上，藏身于的委内瑞拉与圭亞那的高原密林深處。安赫尔瀑布是世界上最高的瀑布，由于落差太大，水從瀑布上流下时，在落地之前會散开成雨状，因此瀑布底部没有水潭，是世上難得的奇蹟之一 。丘倫河水从平頂高原奥揚特普伊山（Auyan-tepui）直流而下，宽150公尺，總落差979公尺（3212英尺），以離丘倫河谷地172公尺的分結晶岩平台为界，瀑布分为兩级，而最長一級瀑布高807公尺（2648英尺）。安赫尔瀑布曾出现在电影《恐龙》中。在電影中，“天堂瀑布”也取材于此。

## 歷史
- 1935年，西班牙人卡多纳首次發现了原本只有本地印第安人才知曉的丘倫梅魯瀑布。
- 1937年，美国探险家詹姆斯·安赫爾在空中对瀑布進行考察時，因一次不成功的降落緊急迫降在山頂。之後，在食物短缺的情况下，他在荒野中擕妻子徒步跋涉11天才到達最近的村鎮，被當地人傳為奇蹟。1956年，安赫爾在巴拿馬死于一次飛行事故。遵照他的遺願，安赫爾的兒子將其骨灰撒在了此瀑布中，以後，委内瑞拉也将瀑布命名為「安赫爾」。